# 東京ダービー (サッカー)

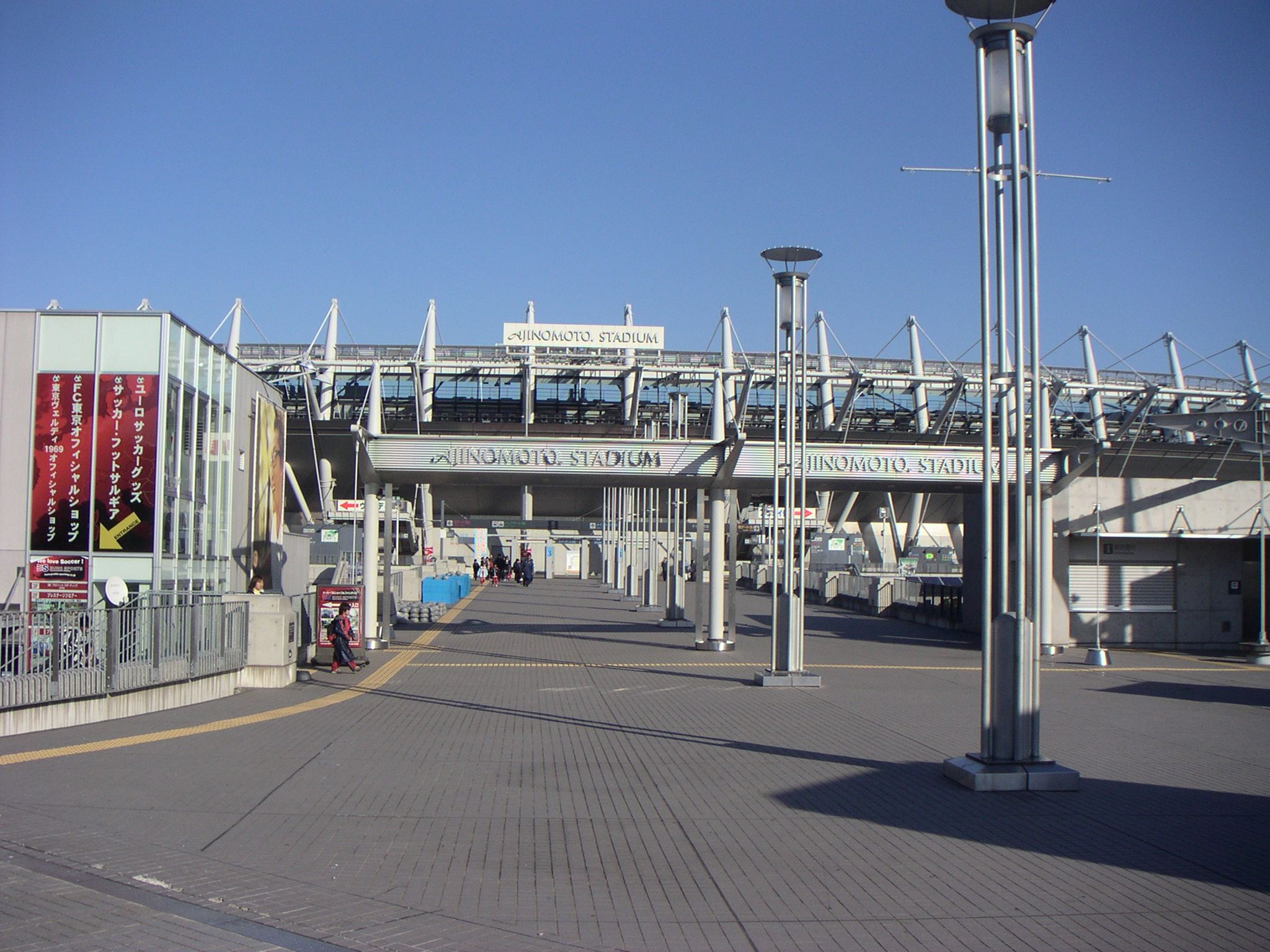
FC東京と東京ヴェルディのホームスタジアムである味の素スタジアム

東京ダービー（とうきょうダービー）は、東京都にホームタウンを置くサッカークラブによって行われるダービーマッチ。
主にFC東京と東京ヴェルディ（共に日本プロサッカーリーグ（Jリーグ）加盟）の試合の呼び名として使われている。Jリーグにおける、東京V対FC町田ゼルビアとの対戦においては「東京クラシック」と呼称されている。
なお、当項目ではFC町田ゼルビアや東京武蔵野シティFCなど、FC東京および東京V以外の東京都にホームを置くクラブ間の対戦も記載する。

## 概要
Jリーグ開幕時、ヴェルディ川崎（当時は読売クラブ）は東京都内にJリーグの条件を満たしたスタジアムが中立地である国立競技場しかなかったことから、川崎へと移転し、ヴェルディ川崎としてJリーグに参加した。しかし川崎というのは名目上の部分もあり、国立競技場で多数のヴェルディホームゲームが開催された。読売クラブ設立当初からクラブハウス、練習場が都県境に位置していたなど特殊な事情はあるものの、見方によっては地域密着を軽視したと受け取られかねないクラブ運営がJリーグ理念に反するとしてしばしば批判されてきた。
FC東京がJ1へ初めて昇格した2000年が、両クラブ（東京Vは同年まで神奈川県川崎市がホームタウンであり、ヴェルディ川崎の呼称であった）がプロクラブとして対戦した初めての機会であった。なお、1970年に両クラブの前身である東京ガスサッカー部と読売サッカークラブは共に当時所属していた東京都社会人サッカーリーグで1度対戦したことがあり、東京ガスが5-3で勝利を収めている。
2001年、東京Vが東京都にホームを移したことにより、東京ダービーが始まった。東京ダービーの初戦は東京スタジアム（現：味の素スタジアム）のこけら落としとして注目を集め、同試合のホームゲーム開催権は両クラブ社長によるくじ引きで決せられた。
東京Vがダービーに勝利してJ2降格を免れた2001年最終戦や、東京Vの終了間際の同点劇により、FC東京初の、そしてアマラオ最後のステージ優勝の可能性が途絶えた2003年2ndステージ第14節 など、リーグ戦はすべて1点差以内である。さらに、2008年のリーグ戦では2試合とも後半アディショナルタイムに決勝点が決まっている。
なお、両サポーター同士での小競り合いがたびたび起こっている（2005年、2008年 には傷害事件が発生した）。
FC東京のサポーターには、「ヴェルディだけには負けられない」、「一生 青と赤 緑は大嫌い東京」 というサポーターソングがあるほか、かつての名称である「ヴェルディ川崎」コールでコールすること  や、東京ヤクルトスワローズの応援を流用した「東京音頭」で読売サッカークラブ(東京Vの前身にあたる)をコール  するものもある。
一方、東京Vにも「さぁ行こうぜ、男なら気持ちを見せろヴェルディ アレ! 俺たちがパス回せばガスに負けるはずがない」という応援歌がある 。
2024年は2008年以来16年ぶりにJ1で東京ダービーが復活、さらにFC町田ゼルビアの昇格により史上初めて東京の3チームがJ1所属となった。
だが、2024年度の対決において、FC東京・東京V双方ともに公式では東京ダービーという呼称は使用していない。

## ホームスタジアム
| チーム名                           | スタジアム名 （命名権名称）               | 収容人員 | 画像               |
| ---------------------------------- | ----------------------------------------- | -------- | ------------------ |
| FC東京 東京ヴェルディ1969 （共用） | 東京スタジアム （味の素スタジアム）       | 49,970人 | 味スタ             |
| FC町田ゼルビア                     | 町田市立陸上競技場 （町田GIONスタジアム） | 15,489人 | 町田市立陸上競技場 |

## 戦績

### FC東京vs東京ヴェルディ
| 大会       | 大会       | 試合数 | FC東京 勝利 | 引分 | 東京ヴェルディ 勝利 | 得点   | 得点           |
| 大会       | 大会       | 試合数 | FC東京 勝利 | 引分 | 東京ヴェルディ 勝利 | FC東京 | 東京ヴェルディ |
| ---------- | ---------- | ------ | ----------- | ---- | ------------------- | ------ | -------------- |
| リーグ戦   | J1         | 12     | 6           | 2    | 4                   | 25     | 14             |
| リーグ戦   | J2         | 2      | 0           | 2    | 0                   | 5      | 1              |
| カップ戦他 | カップ戦他 | 7      | 6           | 1    | 0                   | 21     | 7              |
| 通算       | 通算       | 21     | 12          | 5    | 4                   | 51     | 22             |

#### リーグ戦
| 年                                                           | 月日      | 時期 | 時期      | 会場   | ホーム | 得点  | アウェイ | 観客数 | 得点者                                                                   |
| ------------------------------------------------------------ | --------- | ---- | --------- | ------ | ------ | ----- | -------- | ------ | ------------------------------------------------------------------------ |
| 2001                                                         | 03月10日  | J1   | 1st第1節  | 東スタ | FC東京 | 2 - 1 | 東京V    | 44,030 | 25分三浦淳宏、 89分 (PK) 111分 呂比須ワグナー                            |
| 2001                                                         | 11月24日  | J1   | 2nd第15節 | 東スタ | 東京V  | 1 - 0 | FC東京   | 36,052 | 13分永井秀樹                                                             |
| 2002                                                         | 07月24日  | J1   | 1st第10節 | 東スタ | 東京V  | 2 - 1 | FC東京   | 18,088 | 23分アマラオ、 59分 63分 (PK)エジムンド                                  |
| 2002                                                         | 09月18日  | J1   | 2nd第4節  | 東スタ | FC東京 | 2 - 1 | 東京V    | 13,640 | 17分エジムンド、 31分 (PK)アマラオ、 57分ケリー                          |
| 2003                                                         | 04月05日  | J1   | 1st第2節  | 味スタ | 東京V  | 2 - 1 | FC東京   | 13,222 | 68分 (PK)ラモン、 89分飯尾一慶、 89分馬場憂太                            |
| 2003                                                         | 11月22日  | J1   | 2nd第14節 | 味スタ | FC東京 | 1 - 1 | 東京V    | 32,781 | 75分阿部吉朗、 89分飯尾一慶                                              |
| 2004                                                         | 04月03日  | J1   | 1st第3節  | 味スタ | FC東京 | 3 - 2 | 東京V    | 23,136 | 18分平野孝、 50分戸田光洋、 64分エムボマ、 · 71分ジャーン、 80分馬場憂太 |
| 2004                                                         | 08月29日  | J1   | 2nd第3節  | 国立   | 東京V  | 0 - 1 | FC東京   | 13,185 | 88分梶山陽平                                                             |
| 2005                                                         | 07月09日  | J1   | 第15節    | 味スタ | FC東京 | 0 - 0 | 東京V    | 26,298 |                                                                          |
| 2005                                                         | 10月22日  | J1   | 第28節    | 味スタ | 東京V  | 1 - 2 | FC東京   | 21,033 | 19分森本貴幸、 43分梶山陽平、 89分ササ・サルセード                       |
| 2006年 - 2007年は、FC東京がJ1、東京VがJ2所属のため開催なし。 |           |      |           |        |        |       |          |        |                                                                          |
| 2008                                                         | 04月12日  | J1   | 第6節     | 味スタ | 東京V  | 1 - 2 | FC東京   | 22,503 | 43分フッキ、 62分羽生直剛、 89分 (o.g.)                                  |
| 2008                                                         | 08月23日  | J1   | 第22節    | 国立   | FC東京 | 1 - 2 | 東京V    | 18,431 | 28分カボレ、 61分大黒将志、 89分那須大亮                                 |
| 2009年 - 2010年は、FC東京がJ1、東京VがJ2所属のため開催なし。 |           |      |           |        |        |       |          |        |                                                                          |
| 2011                                                         | 05月4日   | J2   | 第10節    | 味スタ | 東京V  | 0 - 0 | FC東京   | 28,832 |                                                                          |
| 2011                                                         | 010月30日 | J2   | 第33節    | 味スタ | FC東京 | 1 - 1 | 東京V    | 35,911 | 45+2分ルーカス、 61分 (o.g.)                                             |
| 2012年 - 2023年は、FC東京がJ1、東京VがJ2所属のため開催なし。 |           |      |           |        |        |       |          |        |                                                                          |
| 2024                                                         | 04月13日  | J1   | 第8節     | 味スタ | 東京V  | 2 - 2 | FC東京   | 31,746 | 28分 (PK)見木友哉、 33分染野唯月、 68分 遠藤渓太、 90+4分遠藤渓太        |
| 2024                                                         | 08月17日  | J1   | 第27節    | 味スタ | FC東京 | 0 - 0 | 東京V    | 39,921 |                                                                          |
| 2025                                                         | 04月2日   | J1   | 第8節     | 味スタ | 東京V  | 2 - 2 | FC東京   | 26,865 | 20分林尚輝、 43分佐藤恵允、 52分 染野唯月、 89分エンリケ トレヴィザン    |
| 2025                                                         |           | J1   |           | 味スタ | FC東京 |       | 東京V    |        |                                                                          |

#### カップ戦他
| 年   | 月日     | 時期               | 時期               | 会場     | ホーム | 得点             | アウェイ | 観客数 | 得点者                                                                               |
| ---- | -------- | ------------------ | ------------------ | -------- | ------ | ---------------- | -------- | ------ | ------------------------------------------------------------------------------------ |
| 2002 | 04月30日 | ナビスコ杯         | 予選L第2節         | 東スタ   | 東京V  | 0 - 1            | FC東京   | 5,373  | 41分宮沢正史                                                                         |
| 2002 | 05月09日 | ナビスコ杯         | 予選L第5節         | 国立     | FC東京 | 2 - 1            | 東京V    | 6,585  | 57分 (PK)エジムンド、 64分アマラオ、 87分宮沢正史                                    |
| 2004 | 10月13日 | ナビスコ杯         | 準決勝             | 味スタ   | FC東京 | 4 - 3            | 東京V    | 15,885 | 6分ジャーン、 14分 42分 90分 ルーカス、 · 47分山田卓也、 78分平本一樹、 79分小林大悟 |
| 2007 | 2月25日  | プレシーズンマッチ | プレシーズンマッチ | 味スタ   | FC東京 | 1 - 1            | 東京V    | 18,000 | 43分大野敏隆、 79分エバウド                                                          |
| 2008 | 05月25日 | ナビスコ杯         | 予選L第4節         | 味スタ   | FC東京 | 3 - 0            | 東京V    | 19,141 | 2分ブルーノ・クアドロス、 80分佐原秀樹、 88分近藤祐介                                |
| 2008 | 06月08日 | ナビスコ杯         | 予選L第6節         | 国立     | 東京V  | 2 - 4            | FC東京   | 12,257 | 11分廣山望、 16分カボレ、 19分フッキ、 · 43分 45分 76分平山相太                      |
| 2016 | 1月30日  | ニューイヤー杯     | ニューイヤー杯     | 沖縄県陸 | FC東京 | 1 - 0            | 東京V    | 1,024  | 90+2分橋本拳人                                                                       |
| 2023 | 07月12日 | 天皇杯             | 3回戦              | 味スタ   | FC東京 | 1 - 1 (PK 9 - 8) | 東京V    | 17,497 | 20分塚川孝輝、 70分白井亮丞                                                          |

#### 得点者
| 2得点以上      | 2得点以上 | 2得点以上 | 2得点以上 | 2得点以上 | 2得点以上 | 2得点以上           |
| 選手           | クラブ    | リーグ    | ナビスコ  | その他    | 通算      | 在籍期間            |
| -------------- | --------- | --------- | --------- | --------- | --------- | ------------------- |
| エジムンド     | 東京V     | 3         | 1         | 0         | 4         | 2001-2002           |
| ルーカス       | FC東京    | 1         | 3         | 0         | 4         | 2004-2007,2011-2013 |
| アマラオ       | FC東京    | 2         | 1         | 0         | 3         | 1992-2003           |
| 平山相太       | FC東京    | 0         | 3         | 0         | 3         | 2006-2016           |
| 飯尾一慶       | 東京V     | 2         | 0         | 0         | 2         | 2000-2013           |
| 呂比須ワグナー | FC東京    | 2         | 0         | 0         | 2         | 2001                |
| 宮沢正史       | FC東京    | 0         | 2         | 0         | 2         | 2001-2006           |
| ジャーン       | FC東京    | 1         | 1         | 0         | 2         | 2002-2006           |
| 馬場憂太       | FC東京    | 2         | 0         | 0         | 2         | 2002-2007           |
| 梶山陽平       | FC東京    | 2         | 0         | 0         | 2         | 2004-2018           |
| フッキ         | 東京V     | 1         | 1         | 0         | 2         | 2007-2008           |
| カボレ         | FC東京    | 1         | 1         | 0         | 2         | 2008-2009           |
| 遠藤渓太       | FC東京    | 2         | 0         | 0         | 2         | 2024-               |

| 1得点                | 1得点        | 1得点  | 1得点    | 1得点  | 1得点 | 1得点                                    |
| 選手                 | クラブ       | リーグ | ナビスコ | その他 | 通算  | 在籍期間                                 |
| -------------------- | ------------ | ------ | -------- | ------ | ----- | ---------------------------------------- |
| 永井秀樹             | 東京V        | 1      | 0        | 0      | 1     | 1992-1997,2001-2002, 2006-2007,2014-2016 |
| 山田卓也             | 東京V        | 0      | 1        | 0      | 1     | 1997-2005                                |
| 戸田光洋             | FC東京       | 1      | 0        | 0      | 1     | 2000-2006                                |
| 平本一樹             | 東京V        | 0      | 1        | 0      | 1     | 2000-2017                                |
| ケリー               | FC東京       | 1      | 0        | 0      | 1     | 2001-2004                                |
| 三浦淳宏             | 東京V        | 1      | 0        | 0      | 1     | 2001-2004                                |
| 小林大悟             | 東京V        | 0      | 1        | 0      | 1     | 2001-2005                                |
| 阿部吉朗             | FC東京       | 1      | 0        | 0      | 1     | 2002-2007                                |
| ラモン               | 東京V        | 1      | 0        | 0      | 1     | 2003                                     |
| エムボマ             | 東京V        | 1      | 0        | 0      | 1     | 2003-2004                                |
| 平野孝               | 東京V        | 1      | 0        | 0      | 1     | 2003-2005                                |
| 近藤祐介             | FC東京       | 0      | 1        | 0      | 1     | 2003-2009                                |
| 森本貴幸             | 東京V        | 1      | 0        | 0      | 1     | 2004-2006                                |
| 廣山望               | 東京V        | 0      | 1        | 0      | 1     | 2004-2008                                |
| ササ・サルセード     | FC東京       | 1      | 0        | 0      | 1     | 2005-2006                                |
| 大野敏隆             | 東京V        | 0      | 0        | 1      | 1     | 2006-2008                                |
| エバウド             | FC東京       | 0      | 0        | 1      | 1     | 2007                                     |
| 那須大亮             | 東京V        | 1      | 0        | 0      | 1     | 2008                                     |
| 佐原秀樹             | FC東京       | 0      | 1        | 0      | 1     | 2008-2009                                |
| ブルーノ・クアドロス | FC東京       | 0      | 1        | 0      | 1     | 2008-2009                                |
| 大黒将志             | 東京V FC東京 | 1      | 0        | 0      | 1     | 2008-2010（東京V） 2010（FC東京）        |
| 羽生直剛             | FC東京       | 1      | 0        | 0      | 1     | 2008-2016                                |
| 橋本拳人             | FC東京       | 0      | 0        | 1      | 1     | 2012-2013,2015-2020                      |
| 塚川孝輝             | FC東京       | 0      | 0        | 1      | 1     | 2022-2023                                |
| 白井亮丞             | 東京V        | 0      | 0        | 1      | 1     | 2023-                                    |
| 見木友哉             | 東京V        | 1      | 0        | 0      | 1     | 2024-                                    |
| 染野唯月             | 東京V        | 1      | 0        | 0      | 1     | 2024-                                    |

#### それ以前の対戦
| 年   | 月日      | 時期   | 時期      | 会場   | ホーム     | 得点  | アウェイ | 観客数 | 得点者                                                                     |
| ---- | --------- | ------ | --------- | ------ | ---------- | ----- | -------- | ------ | -------------------------------------------------------------------------- |
| 1970 | 5月010日  | 東京都 | 第2節     | -      | 読売クラブ | 3 - 5 | 東京ガス | -      |                                                                            |
| 2000 | 05月027日 | J1     | 1st第15節 | 等々力 | V川崎      | 3 - 0 | FC東京   | 6,743  | 10分林健太郎、 74分キム・ヒョンソク、 79分キム・ヒョンソク                 |
| 2000 | 11月11日  | J1     | 2nd第12節 | 駒沢   | FC東京     | 2 - 3 | V川崎    | 11,298 | 66分トゥット、 73分トゥット、 · 10分林健太郎、 15分三上和良、 90分平本一樹 |

## その他
FC町田ゼルビアがJリーグへ加盟した2012年から東京Vと町田の間で「東京クラシック」と称してダービーが開催されている。
2023年7月9日の両者の試合は国立競技場で行われた。この試合は、J2史上初の同競技場での開催であった。

### 東京Vvs町田（東京クラシック）

#### リーグ戦
■東京ヴェルディ：6勝6分10敗
■FC町田ゼルビア：10勝6分6敗
| 年 | 月日     | 時期 | 時期   | 会場      | ホーム | 得点  | アウェイ | 観客数 | 得点者                                                                                                 |
| --- | -------- | ---- | ------ | --------- | ------ | ----- | -------- | ------ | --- |
| 2012 | 4月1日   | J2   | 第6節  | 町田      | 町田   | 1 - 2 | 東京V    | 6,822  | 46分阿部拓馬、 65分北井佑季、 77分杉本健勇                                                             |
| 2012 | 10月7日  | J2   | 第37節 | 味スタ    | 東京V  | 1 - 1 | 町田     | 8,645  | 50分梶川諒太、 85分 (PK)ドラガン・ディミッチ                                                           |
| 2013年は東京VがJ2、町田がJFL所属のため開催なし。 2014年 - 2015年は東京VがJ2、町田がJ3所属のため開催なし。 |          |      |        |           |        |       |          |        | |
| 2016 | 3月26日  | J2   | 第5節  | 味スタ    | 東京V  | 0 - 1 | 町田     | 5,166  | 90分鈴木孝司                                                                                           |
| 2016 | 10月2日  | J2   | 第35節 | 町田      | 町田   | 2 - 1 | 東京V    | 5,016  | 8分中村祐也、 41分中村祐也、 68分平智広                                                                |
| 2017 | 6月25日  | J2   | 第20節 | 町田      | 町田   | 2 - 4 | 東京V    | 4,334  | 6分渡辺皓太、 51分畠中槙之輔、 56分アラン・ピニェイロ、 · 64分吉田眞紀人、 77分安在和樹、 90分戸高弘貴 |
| 2017 | 10月1日  | J2   | 第35節 | 味スタ    | 東京V  | 3 - 1 | 町田     | 6,951  | 12分 (o.g.)、 23分アラン・ピニェイロ、 53分畠中槙之輔、 · 76分遠藤純輝                                 |
| 2018 | 5月3日   | J2   | 第12節 | 味スタ    | 東京V  | 1 - 4 | 町田     | 6,505  | 14分林陵平、 17分吉濱遼平、 48分森村昂太、 · 58分吉濱遼平、 88分中島裕希                               |
| 2018 | 11月17日 | J2   | 第42節 | 町田      | 町田   | 1 - 1 | 東京V    | 10,013 | 76分林陵平、 82分大谷尚輝                                                                              |
| 2019 | 2月24日  | J2   | 第1節  | 町田      | 町田   | 1 - 0 | 東京V    | 8,814  | 63分富樫敬真                                                                                           |
| 2019 | 7月27日  | J2   | 第24節 | 味スタ    | 東京V  | 1 - 0 | 町田     | 5,603  | 41分 (o.g.)                                                                                            |
| 2020 | 6月27日  | J2   | 第2節  | 味スタ    | 東京V  | 1 - 1 | 町田     | 0      | 3分平戸太貴、 90+2分藤本寛也                                                                           |
| 2020 | 12月6日  | J2   | 第39節 | 町田      | 町田   | 1 - 0 | 東京V    | 1,960  | 67分平戸太貴                                                                                           |
| 2021 | 3月14日  | J2   | 第3節  | 町田      | 町田   | 2 - 2 | 東京V    | 2,598  | 18分中島裕希、 44分奥山政幸、 63、71分小池純輝                                                         |
| 2021 | 9月26日  | J2   | 第31節 | 味スタ    | 東京V  | 0 - 1 | 町田     | 4,724  | 47分平戸太貴                                                                                           |
| 2022 | 3月20日  | J2   | 第5節  | 味スタ    | 東京V  | 2 - 1 | 町田     | 4,692  | 36、60分杉本竜士、 60分 (o.g.)                                                                         |
| 2022 | 9月18日  | J2   | 第37節 | Gスタ     | 町田   | 2 - 2 | 東京V    | 3,420  | 2分深澤大輝、 13分中島裕希、 48分太田修介、 90+7分阪野豊史                                             |
| 2023 | 5月13日  | J2   | 第15節 | 味スタ    | 東京V  | 0 - 1 | 町田     | 7,477  | 45+1分エリキ                                                                                           |
| 2023 | 7月9日   | J2   | 第25節 | 国立 (新) | 町田   | 2 - 2 | 東京V    | 38,402 | 2分藤尾翔太、 38分安井拓也、 73、83分染野唯月                                                          |
| 2024 | 5月19日  | J1   | 第15節 | Gスタ     | 町田   | 5 - 0 | 東京V    | 12,027 | 11分 (o.g.)、 29、60分藤尾翔太、 80分柴戸海、 90+3分エリキ                                             |
| 2024 | 7月14日  | J1   | 第23節 | 味スタ    | 東京V  | 0 - 1 | 町田     | 22,480 | 6分 (o.g.)                                                                                             |
| 2025 | 2月26日  | J1   | 第3節  | Gスタ     | 町田   | 0 - 1 | 東京V    | 6,825  | 13分齋藤功佑                                                                                           |
| 2025 | 7月20日  | J1   | 第24節 | 味スタ    | 東京V  | 0 - 1 | 町田     | 22,217 | 63分菊池流帆                                                                                           |

#### カップ戦他
■東京ヴェルディ：0勝1敗
■FC町田ゼルビア：1勝0敗
| 年   | 月日    | 時期   | 時期  | 会場   | ホーム | 得点  | アウェイ | 観客数 | 得点者       |
| ---- | ------- | ------ | ----- | ------ | ------ | ----- | -------- | ------ | ------------ |
| 2010 | 09月5日 | 天皇杯 | 2回戦 | 西が丘 | 東京V  | 0 - 1 | 町田     | 3,231  | 72分山腰泰博 |

### FC東京vs町田（新東京ダービー）
■FC東京：0勝0分2敗
■FC町田ゼルビア：2勝0分0敗
| 年   | 月日    | 時期 | 時期   | 会場       | ホーム | 得点  | アウェイ | 観客数 | 得点者                                       |
| ---- | ------- | ---- | ------ | ---------- | ------ | ----- | -------- | ------ | -------------------------------------------- |
| 2024 | 4月21日 | J1   | 第9節  | 味スタ     | FC東京 | 1 - 2 | 町田     | 30,811 | 14分ナ・サンホ、 21分小柏剛、 25分オ・セフン |
| 2024 | 11月9日 | J1   | 第36節 | 国立（新） | 町田   | 3 - 0 | FC東京   | 45,288 | 15分白崎凌兵、 49分オ・セフン、 79分相馬勇紀 |

### 日本フットボールリーグ
- 横河電機サッカー部 / 横河武蔵野FC 対 国士舘大学サッカー部 (1999年 - 2003年)
- 佐川急便東京サッカー部 対 国士舘大学サッカー部（2001年 - 2003年）
- 佐川急便東京サッカー部 対 横河電機サッカー部 / 横河武蔵野FC（2001年 - 2006年）
- 東京武蔵野ユナイテッドFC/横河武蔵野FC 対 クリアソン新宿（2022年 - ）

## 天皇杯
天皇杯全日本サッカー選手権大会における東京都勢同士の対戦は以下の通り。
第90回天皇杯全日本サッカー選手権大会（2010年）
- 1回戦：「駒澤大学サッカー部（第34回総理大臣杯全日本大学サッカートーナメント優勝枠）対 東京ヴェルディユース（東京都代表）」が国立西が丘サッカー場で行われ、1-0で駒澤大学が勝利。
- 2回戦：「東京V 対 町田（JFLシード枠）」が国立西が丘サッカー場で行われ、0-1で町田が勝利。
- 2回戦：「FC東京 対 駒澤大学」が味の素スタジアムで行われ、2-0でFC東京が勝利。

第92回天皇杯全日本サッカー選手権大会（2012年）
- 2回戦：「FC東京 対 横河武蔵野FC」が味の素スタジアムで行われ、0-1で横河武蔵野FCが勝利。

## Jリーグ準備期のエピソード
Jリーグ発足は1993年であるが、Jリーグはその準備段階のプロリーグ検討委員会第三回ヒアリング（1991年1月21日-24日）において各チームに対し「チーム名から企業名を外せるか」という提案をした。これに対し、元埼玉県サッカー協会副会長の松本暁司は川淵三郎（現・日本サッカー協会名誉会長）に「浦和と名乗ったら、埼玉じゃ、大宮の連中は絶対に応援しないと思うよ。だから三菱自動車の方がいいんじゃないかな」と忠告した。これに対し川淵は「世の中、難しいもんだな」と思わざるを得なかった、とのことである。